# Салтаим (деревня)
Салтаим — деревня в Крутинском районе Омской области, в составе Китерминского сельского поселения.

## История
Основана в 1886 году. В 1928 г. состояла из 191 хозяйства, основное население — русские. Центр Салтаимского сельсовета Крутинского района Омского округа Сибирского края.

## Население
| 2010 |
| ---- |
| 113  |